# Marine Grisoul
 (février 2018).
Marine Hugonnet Grisoul est une femme politique monégasque. Elle est membre du Conseil national depuis 2018. Elle est vice présidente du parti politique: Priorité Monaco (Primo !).
Élue à 29 ans, en février 2018, elle devient la plus jeune des élus du conseil national.
Faisant partie de la nouvelle génération d'élus, elle devient, à 33 ans, la présidente de la commission de l'Éducation, de la Jeunesse et des Sports.
Elle devient ainsi la plus jeunes des conseillers nationaux ayant la charge d'une commission au sein du Parlement Monégasque et intervient plus précisément sur la politique éducative pour les jeunes en Principauté, sur l’enseignement, sans oublier les activités et les loisirs.
En parallèle de son mandat, elle travaille à l'hôpital Princesse Grace de Monaco en tant que diététicienne-nutritionniste.